# Trichoplusia photeina
Trichoplusia photeina är en fjärilsart som beskrevs av Claude Dufay 1972. Trichoplusia photeina ingår i släktet Trichoplusia och familjen nattflyn. Inga underarter finns listade i Catalogue of Life.